# Ekonomidepartementet
Ekonomidepartementet var 1976–1982 ett departement i regeringskansliet. Det bildades efter delningen av det dittillsvarande finansdepartementet i två departement: ekonomidepartementet och budgetdepartementet. 1983 återuppgick departementet i finansdepartementet.
Ekonomidepartementet hade följande ansvarsområden:
- långsiktiga riktlinjer för den ekonomiska politiken
- principiell inriktning av finans- och kreditpolitiken
- internationellt ekonomiskt samarbete
- statistik
- frågor gällande bank- och försäkringsväsendet
- frågor gällande fondbörsen
- frågor gällande myntväsendet

## Ekonomiministrar
Departementets chef benämndes ekonomiminister
- 1976–1978 Gösta Bohman, Moderaterna, 25 november 1976–18 oktober 1978
- 1978–1979 Ingemar Mundebo, Folkpartiet, 18 oktober 1978–12 oktober 1979
- 1979–1981 Gösta Bohman, Moderaterna, 12 oktober 1979–5 maj 1981
- 1981–1982 Rolf Wirtén, Folkpartiet, 5 maj 1981–8 oktober 1982
- 1982      Kjell-Olof Feldt, Socialdemokraterna, 8 oktober 1982–31 december 1982